# Флаг Карабашского сельского поселения
Флаг Карабашского сельского поселения — официальный символ муниципального образования Карабашское сельское поселение Мариинско-Посадского района Чувашской Республики Российской Федерации.
Флаг утверждён 8 августа 2008 года и внесён в Государственный геральдический регистр Российской Федерации с присвоением регистрационного номера 4349.

## Описание
«Прямоугольное полотнище с отношением ширины к длине 2:3, воспроизводящее композицию герба Карабашского сельского поселения в жёлтом, чёрном и зелёном цветах».
Геральдическое описание герба гласит: «В золотом поле чёрная голова мужа прямо с буйными волосами, бородой и усами, завершающимися листьями хмеля, сопровождаемая по углам четырьмя зелёными шишками хмеля, направленными к голове».

## Обоснование символики
Флаг составлен на основании герба Карабашского сельского поселения Мариинско-Посадского района, по правилам и соответствующим традициям вексиллологии, и отражает исторические, культурные, социально-экономические, национальные и иные местные традиции.
Чуваши помнят свою историю, поэтому в качестве символа осознания своих корней и уважения к историческому прошлому на флаге сельского поселения в золотом поле изображена чёрная голова человека, волосы и борода которого заканчиваются листьями хмеля.
По преданию, в XV—XVI веке, на правом берегу Волги, в двух вёрстах от неё, на лесной поляне остановилось стадо татарина Карабаша. Он, как гласит легенда, и основал деревню Карабаши. Слово это татарское, в переводе на чувашский язык означает «хура пус» (чёрная голова). Вероятно, деревня Карабаши основана чувашами в период нахождения их под игом Казанского ханства. Потому ей и дали татарское название.
По мнению некоторых исследователей, шумеры были в числе тех, кто создал чувашский этнос — темноволосый, не принадлежащий к семитической ветви народ, «черноголовый», как их называют в надписях.
Чувашский язык хранит многие элементы древнетюркского языка. В нём хранятся многие корни древнейших пластов. Так древнее общетюркское слово кара означает «чёрный».
Чёрный цвет также символизирует землю, которая всегда являлась предметом особого почитания в религии чувашей, она обожествлялась в образе «Ама» (мать) и окружалась целым семейством духов земли: её родителей — отцом земли (сер ашше), матерью земли (сер амаше), духом, оплодотворяющим землю. Предки наши считали землю живой и поэтому весной проводили обряд венчания её с ага — плугом. А потом, после окончания весенних полевых работ, справляли уже агатуй — свадьбу земли с плугом.
В геральдике чёрный цвет символизирует силу и могущество, постоянство, стойкость, непобедимость.
Жёлтый цвет повторяет цвет Государственного флага Чувашии и выбран в качестве основного цвета полотнища в знак территориальной принадлежности к Чувашской Республике.
Четыре зелёные шишки хмеля отражают четыре деревни, входящие в состав сельского поселения.
Варить домашнее пиво — древнейшая чувашская традиция. Она распространилась на весь мир. Название сара (пиво), хамла (хмель) сохранилось во многих языках. При этом традиции сохранения бодрости духа, трезвости ума, свежей головы, чистоты тела строго соблюдались.